# Olympische Sommerspiele 2004/Teilnehmer (Schweden)
| Gelbes Symbol für Goldmedaillen mit stilisierten Olympischen Ringen | Graues Symbol für Silbermedaillen mit stilisierten Olympischen Ringen | Braundes Symbol für Bronzemedaillen mit stilisierten Olympischen Ringen |
| ------------------------------------------------------------------- | --------------------------------------------------------------------- | ----------------------------------------------------------------------- |
| 4                                                                   | 2                                                                     | 1                                                                       |

Schweden nahm an den Olympischen Sommerspielen 2004 in der griechischen Hauptstadt Athen mit 115 Sportlern, 53 Frauen und 62 Männern, teil.
Seit 1896 war es die 24. Teilnahme Schwedens bei Olympischen Sommerspielen.

## Flaggenträger
Der Schwimmer Lars Frölander trug die Flagge Schwedens während der Eröffnungsfeier im Olympiastadion.

## Medaillengewinner
Mit vier gewonnenen Gold-, zwei Silber- und einer Bronzemedaille belegte das schwedische Team Platz 19 im Medaillenspiegel.

### Gold
| Name/n                            | Sportart       | Wettkampf                |
| --------------------------------- | -------------- | ------------------------ |
| Henrik Nilsson & Markus Oscarsson | Kanu           | Zweier-Kajak, 1000 Meter |
| Stefan Holm                       | Leichtathletik | Hochsprung               |
| Carolina Klüft                    | Leichtathletik | Siebenkampf              |
| Christian Olsson                  | Leichtathletik | Dreisprung               |

### Silber
| Name/n                                                                           | Sportart | Wettkampf                         |
| -------------------------------------------------------------------------------- | -------- | --------------------------------- |
| Malin Baryard-Johnsson, Rolf-Göran Bengtsson, Peter Eriksson & Peder Fredericson | Reiten   | Springen, Mannschaft              |
| Ara Abrahamian                                                                   | Ringen   | Mittelgewicht, griechisch-römisch |

### Bronze
| Name/n                                  | Sportart | Wettkampf |
| --------------------------------------- | -------- | --------- |
| Therese Torgersson & Vendela Zachrisson | Segeln   | 470er     |

## Teilnehmer nach Sportarten

### Badminton
- Fredrik Bergström & Johanna Persson
Mixed, Doppel: 5. Platz

- Marina Andrievskaia
Damen, Einzel: 17. Platz

### Bogenschießen
- Jonas Andersson
Herren, Einzel: 25. Platz
Herren, Mannschaft: 9. Platz

- Mattias Eriksson
Herren, Einzel: 39. Platz
Herren, Mannschaft: 9. Platz

- Magnus Petersson
Herren, Einzel: 23. Platz
Herren, Mannschaft: 9. Platz

### Boxen
- Patrick Bogere
Herren, Halbweltergewicht: 17. Platz

### Fußball
- Frauenteam
4. Platz

- Kader
Malin Andersson
Maja Aström
Kristin Bengtsson
Anna-Maria Eriksson
Linda Fagerström
Caroline Jönsson
Sara Larsson
Hedvig Lindahl
Hanna Ljungberg
Hanna Marklund
Malin Moström
Frida Nordin
Salina Olsson
Josefine Öqvist
Frida Östberg
Lotta Schelin
Therese Sjögran
Anna Sjöström
Victoria Svensson
Sara Thunebro
Jane Törnqvist
Karolina Westberg

### Judo
- Sanna Askelöf
Damen, Halb-Leichtgewicht: 1. Runde

### Kanu
- Anders Gustafsson
Herren, Einer-Kajak, 500 Meter: Halbfinale

- Henrik Nilsson & Markus Oscarsson
Herren, Zweier-Kajak, 500 Meter: Halbfinale
Herren, Zweier-Kajak, 1000 Meter: Gold

- Anna Karlsson & Sofia Paldanius
Damen, Zweier-Kajak, 500 Meter: 8. Platz

### Leichtathletik
- Stefan Holm
Herren, Hochsprung: Gold

- Jenny Kallur
Damen, 100 Meter Hürden: Vorläufe

- Susanna Kallur
Damen, 100 Meter Hürden: Halbfinale

- Carolina Klüft
Damen, Weitsprung: 10. Platz
Damen, Siebenkampf: Gold

- Patrik Kristiansson
Herren, Stabhochsprung: 20. Platz in der Qualifikation

- Robert Kronberg
Herren, 110 Meter Hürden: Halbfinale

- Mustafa Mohamed
Herren, 3000 Meter Hindernis: 13. Platz

- Christian Olsson
Herren, Dreisprung: Gold

- Anna Söderberg
Damen, Diskuswurf: 34. Platz in der Qualifikation

- Staffan Strand
Herren, Hochsprung: 18. Platz in der Qualifikation

- Linus Thörnblad
Herren, Hochsprung: 24. Platz in der Qualifikation

- Johan Wissman
Herren, 200 Meter: Viertelfinale

### Moderner Fünfkampf
- Erik Johansson
Herren, Einzel: 23. Platz

### Radsport
- Magnus Bäckstedt
Herren, Straßenrennen, Einzel: DNF

- Fredrik Kessiakoff
Herren, Mountainbike, Cross-Country: 12. Platz

- Camilla Larsson
Damen, Straßenrennen, Einzel: DNF

- Gustav Larsson
Herren, Straßenrennen, Einzel: 69. Platz

- Madeleine Lindberg
Damen, Straßenrennen, Einzel: 49. Platz

- Marcus Ljungqvist
Herren, Straßenrennen, Einzel: 14. Platz

- Susanne Ljungskog
Damen, Straßenrennen: 33. Platz
Damen, Einzelzeitfahren: 25. Platz

- Thomas Löfkvist
Herren, Straßenrennen: DNF
Herren, Einzelzeitfahren: 33. Platz

- Maria Östergren
Damen, Mountainbike, Cross-Country: 20. Platz

### Reiten
- Linda Algotsson
Vielseitigkeit, Einzel: DNF
Vielseitigkeit, Mannschaft: 9. Platz

- Sara Algotsson-Ostholt
Vielseitigkeit, Einzel: DNF
Vielseitigkeit, Mannschaft: 9. Platz

- Malin Baryard
Springreiten, Einzel: DNF
Springreiten, Mannschaft: Silber

- Rolf-Göran Bengtsson
Springreiten, Einzel: 4. Platz
Springreiten, Mannschaft: Silber

- Jan Brink
Dressur, Einzel: 7. Platz
Dressur, Mannschaft: 6. Platz

- Peter Eriksson
Springreiten, Einzel: 27. Platz in der Qualifikation
Springreiten, Mannschaft: Silber

- Peder Fredricson
Springreiten, Einzel: 4. Platz
Springreiten, Mannschaft: Silber

- Magnus Gällerdal
Vielseitigkeit, Einzel: 17. Platz
Vielseitigkeit, Mannschaft: 9. Platz

- Louise Nathhorst
Dressur, Einzel: 31. Platz
Dressur, Mannschaft: 6. Platz

- Minna Telde
Dressur, Einzel: 40. Platz
Dressur, Mannschaft: 6. Platz

- Tinne Vilhelmson Silfvén
Dressur, Einzel: 29. Platz
Dressur, Mannschaft: 6. Platz

### Ringen
- Ara Abrahamian
Herren, Mittelgewicht, griechisch-römisch: Silber

- Mohammad Babulfath
Herren, Mittelgewicht, griechisch-römisch: 20. Platz

- Eddy Bengtsson
Herren, Superschwergewicht, griechisch-römisch: 12. Platz

- Sara Eriksson
Damen, Mittelgewicht, Freistil: 10. Platz

- Martin Lidberg
Herren, Schwergewicht, griechisch-römisch: 18. Platz

- Ida-Theres Nerell
Damen, Leichtgewicht, Freistil: 4. Platz

- Jimmy Samuelsson
Herren, Weltergewicht, griechisch-römisch: 4. Platz

### Rudern
- Frida Svensson
Damen, Einer: 8. Platz

### Schießen
- Marcus Åkerholm
Herren, Luftgewehr: 33. Platz

- Emil Andersson
Herren, Laufende Scheibe: 4. Platz

- Niklas Bergström
Herren, Laufende Scheibe: 12. Platz

- Håkan Dahlby
Herren, Doppeltrap: 5. Platz

- Jonas Edman
Herren, Kleinkaliber, liegend: 32. Platz

- Sven Haglund
Herren, Luftgewehr: 29. Platz
Herren, Kleinkaliber, Dreistellungskampf: 35. Platz

- Pia Hansen
Damen, Trap: 9. Platz
Damen, Doppeltrap: 9. Platz

- Roger Hansson
Herren, Kleinkaliber, Dreistellungskampf: 24. Platz
Herren, Kleinkaliber, liegend: 32. Platz

### Schwimmen
- Therese Alshammar
Damen, 50 Meter Freistil: 4. Platz
Damen, 4 × 100 Meter Freistil: 7. Platz

- Erik Andersson
Herren, 100 Meter Schmetterling: 32. Platz

- Cathrin Carlzon
Damen, 4 × 100 Meter Freistil: 7. Platz

- Eric la Fleur
Herren, 4 × 100 Meter Freistil: disqualifiziert

- Lars Frölander
Herren, 4 × 100 Meter Freistil: disqualifiziert

- Martin Gustavsson
Herren, 100 Meter Brust: 22. Platz
Herren, 200 Meter Brust: 27. Platz

- Lotta Wänberg
Damen, 4 × 200 Meter Freistil: 8. Platz

- Anna-Karin Kammerling
Damen, 50 Meter Freistil: 20. Platz
Damen, 4 × 100 Meter Freistil: 7. Platz
Damen, 100 Meter Schmetterling: 10. Platz

- Josefin Lillhage
Damen, 100 Meter Freistil: 14. Platz
Damen, 200 Meter Freistil: 8. Platz
Damen, 4 × 100 Meter Freistil: 7. Platz
Damen, 4 × 200 Meter Freistil: 8. Platz

- Ida Mattsson-Marko-Varga
Damen, 4 × 200 Meter Freistil: 8. Platz

- Stefan Nystrand
Herren, 50 Meter Freistil: 4. Platz
Herren, 100 Meter Freistil: 20. Platz
Herren, 4 × 100 Meter Freistil: disqualifiziert

- Mattias Ohlin
Herren, 4 × 100 Meter Freistil: disqualifiziert

- Maria Östling
Damen, 100 Meter Brust: 17. Platz

- Johanna Sjöberg
Damen, 100 Meter Freistil: 24. Platz
Damen, 4 × 100 Meter Freistil: 7. Platz
Damen, 4 × 200 Meter Freistil: 8. Platz
Damen, 100 Meter Schmetterling: 23. Platz

- Malin Svahnström
Damen, 4 × 200 Meter Freistil: 8. Platz

### Segeln
- Martin Andersson & Johan Molund
Herren, 470er: 4. Platz

- Daniel Birgmark
Herren, Finn-Dinghy: 14. Platz

- Anders Ekström & Fredrik Lööf
Herren, Star: 12. Platz

- Kristian Mattsson & Martin Strandberg
Tornado: 14. Platz

- Karl Suneson
Laser: 6. Platz

- Therese Torgersson & Vendela Zachrisson
Damen, 470er: Bronze

### Tennis
- Jonas Björkman
Herren, Einzel: 33. Platz

- Thomas Enqvist
Herren, Einzel: 33. Platz
Herren, Doppel: 17. Platz

- Joachim Johansson
Herren, Einzel: 17. Platz

- Robin Söderling
Herren, Einzel: 33. Platz
Herren, Doppel: 17. Platz

### Tischtennis
- Peter Karlsson
Herren, Einzel: 17. Platz

- Jörgen Persson
Herren, Einzel: 9. Platz
Herren, Doppel: 5. Platz

- Jan-Ove Waldner
Herren, Einzel: 4. Platz
Herren, Doppel: 5. Platz

### Turnen
- Veronica Wagner
Damen, Einzelmehrkampf: 55. Platz in der Qualifikation
Damen, Boden: 77. Platz in der Qualifikation
Damen, Pferd: 75. Platz in der Qualifikation
Damen, Stufenbarren: 74. Platz in der Qualifikation
Damen, Schwebebalken: 44. Platz in der Qualifikation

### Volleyball (Beach)
- Björn Berg & Simon Dahl
Herrenwettkampf: 9. Platz

### Wasserspringen
- Anna Lindberg
Frauen, Kunstspringen: 19. Platz